# Don’t Stop (Funkin’ 4 Jamaica)
A Don’t Stop (Funkin’ 4 Jamaica) Mariah Carey amerikai énekesnő harmadik kislemeze tizedik, Glitter című albumáról. A dal a Glitter című film betétdala. Az 1980-as évekbeli Funkin’ for Jamaica (N.Y.) című dal egy részletére épül, és Mystikal rappel benne. Egyes országokban dupla A-oldalas kislemezként jelent meg a Never Too Farral.

## Fogadtatása
A Don’t Stop (Funkin’ 4 Jamaica) nem került fel a Billboard Hot 100 slágerlistára, de a Bubbling Under Hot 100 Singles listára igen, a 23. helyre, ami a Billboard Hot 100 lista 123. helyének felel meg. Míg az előző kislemezt, a Never Too Fart főleg a popzenei és az adult contemporary piacra szánták, a Don’t Stoppal főként az R&B- és hiphopkedvelő közönséget célozták meg. A dal a Top 40-be került az Egyesült Királyságban és Ausztráliában, ahol a Never Too Farral egy kislemezen jelent meg.

## Videóklip és remixek
A dal videóklipje, melyet Sanaa Hamri rendezett, a bayouban játszódik (New Orleans-környéki egzotikus mocsárvilág), egyes jeleneteiben Carey számítógépes trükkel megháromszorozva, trióként énekel. A klipet gyakran játszották az MTV-n.
A dal szerepel a Glitter című filmben; amikor Julian „Dice” Black producer találkozik Billie-vel a diszkóban, ennek a dalnak az alapjára rappelnek freestyle-ban a szereplők, majd Billie elénekel belőle egy részt.

## Változatok
CD kislemez (Európa)
1. Never Too Far (Edit)
2. Don’t Stop (Funkin’ 4 Jamaica)

CD maxi kislemez (Európa, Ausztrália, Malajzia)
1. Never Too Far (Edit)
2. Don't Stop (Funkin’ 4 Jamaica) (Album version)
3. Loverboy (Drums of Love)
4. Never Too Far (videóklip)

12" kislemez (Európa)
1. Don’t Stop (Funkin' 4 Jamaica) (Album version)
2. Don’t Stop (Funkin' 4 Jamaica) (Instrumental)
3. Never Too Far (Album version)

12" kislemez (USA)
1. Don’t Stop (Funkin' 4 Jamaica) (Radio version)
2. Don’t Stop (Funkin' 4 Jamaica) (Instrumental)
3. Never Too Far (Radio Edit)
4. Never Too Far (Album version)

Kazetta (Európa)
1. Never Too Far (Edit)
2. Don’t Stop (Funkin’ 4 Jamaica)
3. Loverboy (MJ Cole London Dub Mix)

## Helyezések
| Slágerlista (2001)                             | Legmagasabb helyezés |
| ---------------------------------------------- | -------------------- |
| USA Billboard Bubbling Under Hot 100 Singles   | 23                   |
| USA Billboard Hot R&B/Hip-Hop Singles & Tracks | 42                   |
| Ausztrália Top 100 kislemez1                   | 36                   |
| UK Top 75 kislemez1                            | 32                   |

1 Never Too Far/Don’t Stop (Funkin’ 4 Jamaica)